# Dadan János
Dadan János, Ján Dadan, Dadán (1662 – Zsolna, 1704. július) nyomdász.

## Élete
Lukáš Dadan fiaként született. Több nyelven is beszélt, németül, latinul, héberül, görögül és magyarul. Zsolnán tevékenykedett 1660 és 1704 között. Sírja felett Krman Dániel tartott beszédét 1704. július 26-án. 

## Munkája
- Drvanact Přemysslorvánj Duchonvnjch, Wnjchž obsahugj Modlitby wšechnem Krestanum vžitéčné a potessitedlné. Nekdy w Latinském gazyku wydané od Filipa Kegela. Zsolna, 1686. (Tizenkét lelki elmélkedés, minden kereszténynek hasznos imádságok, Kegelius Fülöp után latinból cseh nyelvre ford.) Toldalék: Zpewowé a neb Pjsnicky Duchownj. (Lelki énekek.)